# José Augusto
José Augusto Pinto de Almeida (* 13. dubna 1937, Barreiro), známý jako José Augusto (čti: [ʒuˈzɛ awˈɡuʃtu]), je bývalý portugalský fotbalista a trenér.
Hrál většinu kariéry za Benficu, se kterou vyhrál 8× ligu a 2× PMEZ. S Portugalskem získal bronz na MS 1966.

## Hráčská kariéra
José Augusto hrál v útoku za Barreirense a Benficu. S Benficou vyhrál 8× portugalskou ligu a 2× PMEZ v letech 1961 a 1962.
V reprezentaci hrál 45 zápasů a dal 9 gólů. Získal bronz na MS 1966, kde dal 3 góly, všechny hlavou.

## Trenérská kariéra
José Augusto trénoval portugalskou reprezentaci v letech 1971–1973. Neprobojoval se na MS 1974. Poté trénoval řadu klubů.

## Úspěchy

### Hráč
Benfica
- Primeira Liga (8): 1959–60, 1960–61, 1962–63, 1963–64, 1964–65, 1966–67, 1967–68, 1968–69
- Taça de Portugal (3): 1961–62, 1963–64, 1968–69
- Pohár mistrů (2): 1960–61, 1961–62

Portugalsko
- 3. místo na mistrovství světa: 1966

### Trenér
Portugalsko
- 2. místo na poháru brazilské nezávislosti: 1972